# Gambo-Ouango

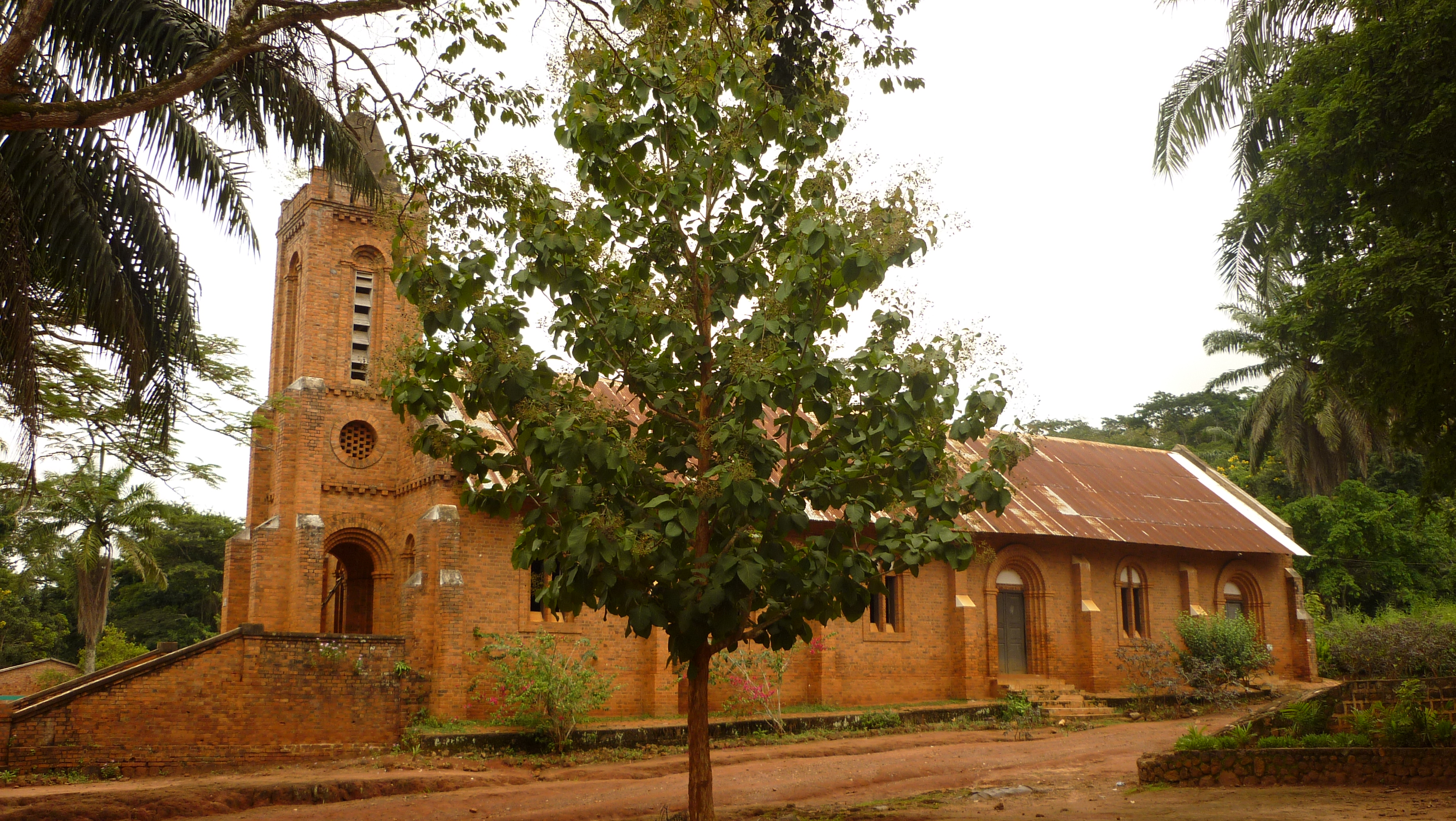
Parrocchia di St. Georges, Ouango

Gambo-Ouango è una subprefettura della Prefettura di Mbomou, nella Repubblica Centrafricana.